# Marc Castells
Marc Castells Ortega alias “ el Abuelo “ (Sueca, 12 de marzo de 1990) es un futbolista español que juega de centrocampista en la Unió Esportiva Santa Coloma de la Primera División de Andorra.
Su hermano, Cristian Castells, es también futbolista.

## Trayectoria
Marc Castells comenzó su carrera deportiva en el Valencia Mestalla, en el año 2009.
Durante la temporada 2009-10 estuvo cedido en el Poli Ejido, equipo que se encontraba en Segunda División B, y en la temporada 2010-11 estuvo cedido en el Real Oviedo, de la misma categoría por aquel entonces.
En 2012 fichó por el Asteras Tripolis de la Superliga de Grecia, club en el que estuvo una temporada.
En 2014 fichó por otro club griego, el AE Larisa, en el que estuvo muy poco tiempo, fichando ese mismo año por el C. D. Castellón de la Tercera División de España. En el Castellón dejó muy buena impresión, después de disputar 50 partidos, en los que marcó un gol, en dos temporadas. Por ello, y tras pasar por el C. E. L'Hospitalet y el FC Zirka ucraniano, regresó en 2018 al C. D. Castellón, convirtiéndose en 2019 en nuevo capitán del club castellonense.
Como capitán, en la temporada 2019-20, el Castellón logró el ascenso a la Segunda División, después de 10 años sin pisar dicha categoría.
En julio de 2021 cambió de aires y se incorporó al Linares Deportivo. Se perdió buena parte de la temporada al sufrir una lesión. Una vez recuperado, y después de haber estado entrenando en las Sesiones AFE, a finales de agosto firmó por la U. E. Olot. Un año después se marchó a Andorra tras fichar por la U. E. Santa Coloma.

## Clubes
| Club                         | País    | Año       |
| ---------------------------- | ------- | --------- |
| Valencia C. F. Mestalla      | España  | 2009-2012 |
| Polideportivo Ejido (cedido) | España  | 2009-2010 |
| Real Oviedo (cedido)         | España  | 2010-2011 |
| Asteras Tripolis             | Grecia  | 2012-2013 |
| A. E. Larisa                 | Grecia  | 2014      |
| C. D. Castellón              | España  | 2014-2016 |
| C. E. L'Hospitalet           | España  | 2017      |
| F. C. Zirka                  | Ucrania | 2017      |
| C. D. Castellón              | España  | 2018-2021 |
| Linares Deportivo            | España  | 2021-2022 |
| U. E. Olot                   | España  | 2022-2023 |
| U. E. Santa Coloma           | Andorra | 2023-     |